# 拉斯维加斯毒液队
拉斯维加斯毒液队（Las Vegas Venom）是新美国篮球协会（ABA）扩充球队之一，球队在2006年11月解散。